# Köztes tömegű fekete lyuk
A köztes tömegű fekete lyuk olyan fekete lyuk, amelynek tömege néhány száz–ezer naptömeg. Több, kisebb fekete lyuk ütközésével jöhet létre, a feltételezések szerint elsősorban gömbhalmazok középpontjában. Az ilyen fekete lyukak keletkezésekor gravitációs hullámok szabadulnak fel, amik kölcsönhatásba lépnek az újonnan keletkezett fekete lyukkal, és azt nagyon nagy, több száz kilométeres másodpercenkénti sebességre gyorsíthatják, így kilökve a csillaghalmazból, amelyben született. Galaxisok ütközésekor, a két egyesülő fekete lyuk kölcsönhatásakor a kisebb fekete lyuk szintén nagy sebességgel lökődhet ki a galaxis központjából. Az ilyen, a galaxisában szabadon bolyongó fekete lyuk napjaink csillagászati műszerei számára gyakorlatilag észrevehetetlen, ha nem lép kölcsönhatásba más objektumokkal (például nem képződik körülötte akkréciós korong, vagy nem keringenek szorosan körülötte olyan csillagok, melyeket magával ránthat a kilökődéskor is, egy kompakt, nagy sebességgel haladó csillaghalmazt létrehozva maga körül.) Tejútrendszerünk esetében az ilyen szabadon előforduló fekete lyukak száma a több százat is elérheti.

## Feltételezett köztes tömegű fekete lyukak
Egyelőre nagyon kevés ilyen fekete lyukat ismerünk, az NGC 4472 galaxis egyik gömbhalmazában (valószínűleg a halmaz közepén) van ilyen fekete lyuk. Hasonló fekete lyukat találtak az ω Centauri gömbhalmazban (bár a megfigyelt jelenségeknek elképzelhetőek más okai is), tömege a csillagok radiálissebesség-mérései alapján 40 000 naptömegnek adódott, ami jól illeszkedik annak a törpegalaxisnak a tömegéhez, amelyből az ω Centauri kialakult, miután Tejútrendszerünk elnyelte. Az Androméda-galaxis körül legnagyobb gömbhalmaza, a G1 középpontjában is ismert ilyen tömegű fekete lyuk.
Az NGC 5408 galaxisban lévő egyik ultrafényes röntgenforrás (ULX, Ultra Luminous X-ray source) tömegét egy új módszerrel megmérve, 2000 naptömegnyinek adódott, így ez is ebbe a ritka csoportjába tartozik a fekete lyukaknak. Az ultrafényes röntgenforrásokat általában a kutatók a köztes tömegű fekete lyukakkal hozzák összefüggésbe.
Az egy, mintegy 50 millió fényévre lévő galaxisban megfigyelt RZ2109 gömbhalmaz vizsgálata szerint a közepén lévő fekete lyuk tömege mindössze nagyjából 10 M☉, ez kevés ellenérv a gömbhalmazok közepén lévő néhány száz - néhány ezer naptömegű fekete lyukak léte ellen.
A 290 millió fényévre lévő éléről látszó ESO 243–49 spirálgalaxis peremvidékén 2009-ben azonosítottak egy olyan röntgenforrást, amely esetében minden más hasonló sugárzást okozó objektum jelenlétét meggyőzően kizárták, így egyértelműen bizonyítani tudták a köztes tömegű fekete lyuk jelenlétét.